# 雷德溫齊
49°30′39″N 27°14′0″E / 49.51083°N 27.23333°E
雷德溫齊（羅馬化：Redvyntsi）是位於烏克蘭西部的村莊，由赫梅利尼茨基州赫梅利尼茨基區的利索維-赫里尼夫齊市鎮負責管轄。該村處於布佐克河畔，面積1.88平方公里，海拔高度311米，2001年人口329。